# فرودگاه شهری جیلا بند
فرودگاه شهری جیلا بند (به انگلیسی: Gila Bend Municipal Airport) یک فرودگاه همگانی است که یک باند فرود آسفالت دارد و طول باند آن ۱۵۸۵ متر است. این فرودگاه در شهر جیلا بند، آریزونا کشور ایالات متحده آمریکا قرار دارد و در ارتفاع ۲۴۰ متری از سطح دریا واقع شده‌است.